# Toxopsoides huttoni
Toxopsoides huttoni là một loài nhện trong họ Toxopidae. Chúng được miêu tả năm 1973 bởi Raymond Robert Forster & Wilton.